# Jun Mochizuki
Jun Mochizuki (望月 淳, Mochizuki Jun, 22 de dezembro), também conhecida como Mochijun, é uma mangaká japonesa nascida em Kanagawa.
Seu trabalho mais famoso é o mangá shōnen Pandora Hearts, publicado entre maio de 2006 e março de 2015 na revista GFantasy, pertencente à Square Enix. Atualmente desenvolve a série As Memórias de Vanitas na revista Gangan Joker, com anime anunciado para julho de 2021.
Costuma representar a si nas notas de suas obras como um gato preto com bigode cor-de-rosa. Seu primeiro trabalho, Crimson-Shell, foi concluído em um volume, e Pandora Hearts recebeu uma adaptação em anime pelo estúdio XEBEC em 2009.
Suas obras frequentemente mesclam gêneros como Mistério, Fantasia e Ação em uma atmosfera sombria e trágica, cheia de reviravoltas, com elementos inspirados em obras da literatura europeia.
Era amiga da falecida autora Cocoa Fujiwara.

## Obras

### Mangás
- Crimson-Shell (2005–2006, completo em 1 volume)
- Pandora Hearts (2006–2015, completo em 24 volumes)
- As Memórias de Vanitas (2015–presente, em andamento com 9 volumes)

### Novels
- Boukyaku no Haou Rolan (2010–2013), como ilustradora e designer de personagens; texto de Takumi Yoshino
- Pandora Hearts ~Caucus Race~ (2011-2013), como ilustradora e criadora original; texto de Shinobu Wakamiya

### Artbooks
- Jun Mochizuki Artworks - Pandora Hearts ~odds and ends~ (2009)
- Jun Mochizuki Artworks - Pandora Hearts 「There is.」(2015)